# San-Gavino-di-Fiumorbo
San-Gavino-di-Fiumorbo (en idioma corso San Gavinu di Fiumorbu) es una comuna y población de Francia, en la región de Córcega, departamento de Alta Córcega.
Su población en el censo de 1999 era de 209 habitantes.

## Demografía
| 280 | 301 | 293 | 279 | 207 | 209 |
| Para los censos de 1962 a 1999 la población legal corresponde a la población sin duplicidades (Fuente: INSEE [Consultar]) |     |     |     |     |     |